# 蒙古國家奧林匹克委員會
蒙古國家奧林匹克委員會（英語：Mongolian National Olympic Committee）是蒙古國的國家奧林匹克委員會。該組織成立於1956年，是國際奧委會和亞洲奧林匹克理事會的成員。1964年，首次派員參加在日本東京舉行的夏季奧運會。
現時，蒙古國家奧林匹克委員會的總部設在烏蘭巴托，主席是巴特图希格·巴特包勒德。